# I Bet My Life

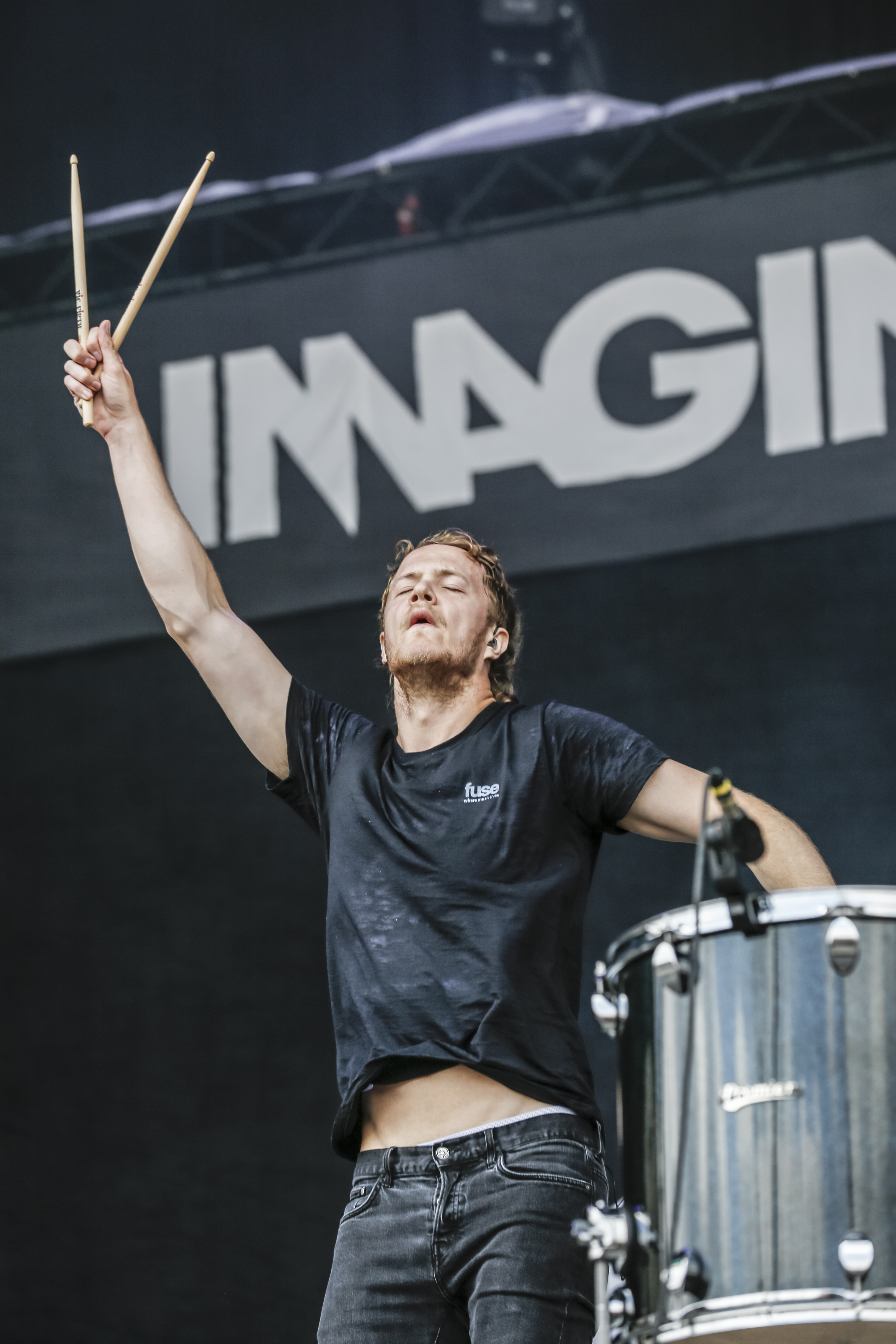
Sinh ra trong một gia đình mà hầu hết mọi người trong gia đình đều là luật sư, Dan Reynolds có một tuổi thơ khác thường so với những anh chị em. Từ nhỏ, anh đã mơ ước được vào làm việc ở FBI. Lớn lên, khi biết rằng mẹ anh không muốn anh cầm súng hại dân thường, anh nghe lời mẹ và quyết định từ bỏ ước mơ này, nhưng lại chọn ngành âm nhạc, trong khi điều cha mẹ anh muốn lại là ngành luật.

"I Bet My Life" là một bài hát được sáng tác bởi ban nhạc alternative rock người Mĩ Imagine Dragons, bao gồm bốn thành viên là Benjamin Arthur McKee, Daniel James Platzman, Daniel Coulter Reynolds và Daniel Wayne Sermon. Vào ngày 27 tháng 10 năm 2014, bài hát được phát hành dưới dạng đĩa đơn đầu tiên quảng bá cho album phòng thu thứ hai của ban nhạc, Smoke and Mirrors. Ban nhạc lần đầu biểu diễn bài hát trên truyền hình tại lễ công bố Giải thưởng Âm nhạc Mỹ năm 2014.
Bài hát được sử dụng trong một chuỗi các quảng cáo trên truyền hình của hãng sản xuất xe hơi Jeep và xuất hiện trong quảng cáo loại đồ uống Sprite của Coca-Cola.

## Hoàn cảnh sáng tác
Trưởng nhóm Dan Reynolds đã chia sẻ trong một cuộc phỏng vấn rằng bài hát viết về mối quan hệ của anh với cha mẹ của mình, và giải thích rằng "đôi khi giữa chúng tôi xảy ra xích mích và căng thẳng, nhưng rốt cục thì I Bet My Life là bài hát viết về tình phụ tử và tình mẫu tử không có hồi kết của gia đình tôi".

## Danh sách bài hát
| STT | Nhan đề         | Sáng tác                                               | Nhà sản xuất    | Thời lượng |
| --- | --------------- | ------------------------------------------------------ | --------------- | ---------- |
| 1.  | "I Bet My Life" | Ben McKee, Daniel Platzman, Dan Reynolds, Wayne Sermon | Imagine Dragons | 3:12       |

## Video âm nhạc

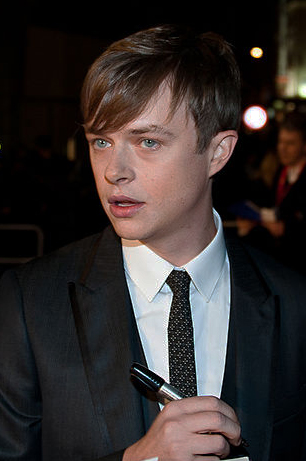
Nam diễn viên Dane DeHaan, nổi tiếng với vai diễn trong phim Chronicle và The Amazing Spider-Man phần 2.

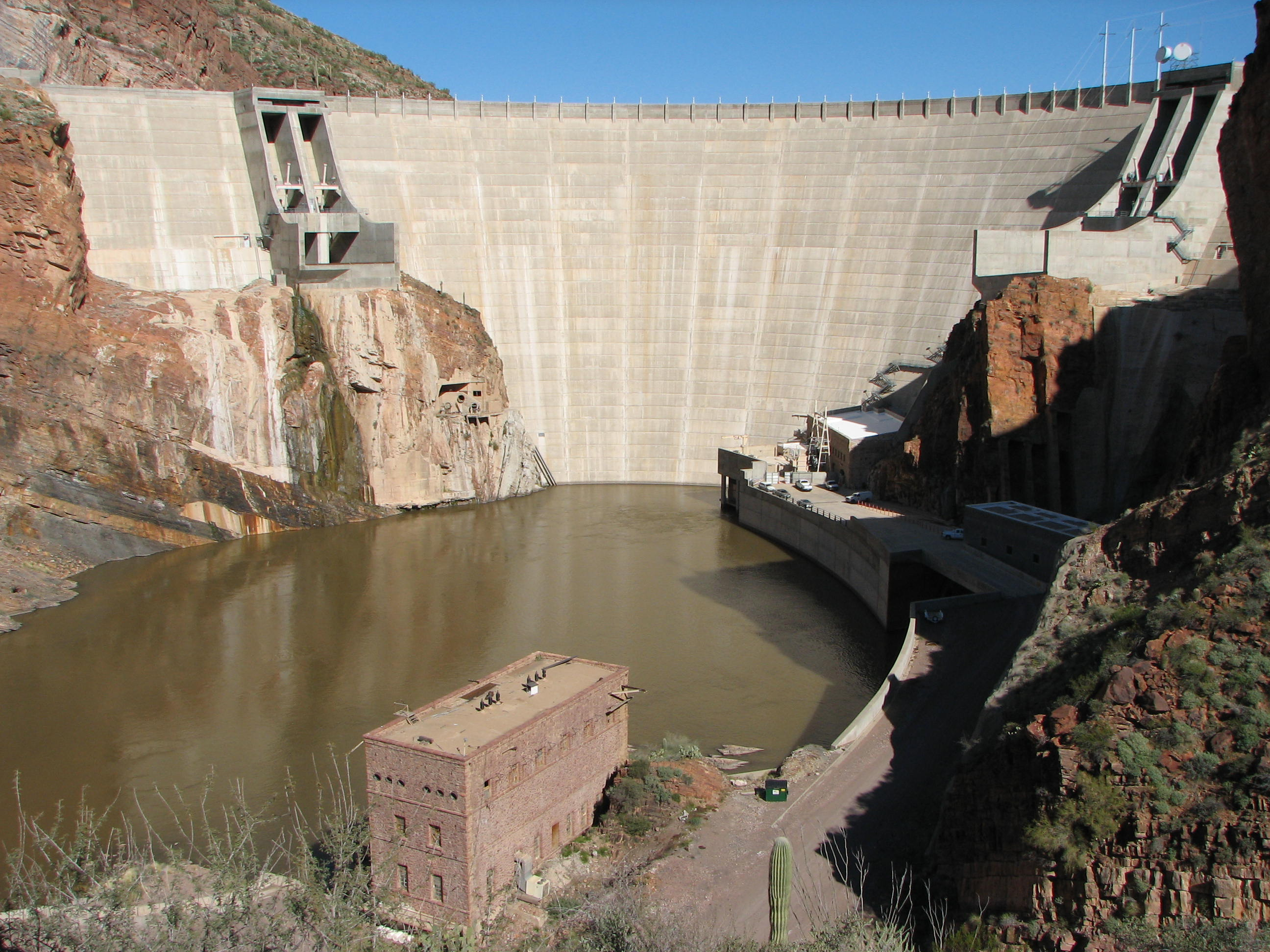
Con đập Theodore Roosevelt ở Phoenix, Arizona.

Ngày 12 tháng 12 năm 2014, Imagine Dragons công bố video âm nhạc chính thức của bài hát "I Bet My Life". Video được đạo diễn bởi Jodeb - người đã đạo diễn một số video âm nhạc cho các bài hát nổi tiếng như Find You hay Clarity của Zedd. Nam diễn viên Dane DeHaan đảm nhiệm vai diễn chính.
Video âm nhạc bắt đầu với hình ảnh Imagine Dragons và một số diễn viên khác đóng vai những người đi câu cá ở hồ nước của Đập Roosevelt tại Phoenix, Arizona (Mỹ). Gần đó, nhân vật do Dane DeHaan đóng vai và một nhân vật nam khác đang đánh nhau, và nhân vật của DeHaan bị đánh ngã xuống hồ. Anh trôi ra xa bờ, chìm xuống dưới và bị đường ống dẫn nước của đập hút vào, đưa tới một ngôi nhà nằm dưới đáy hồ nước. Anh tỉnh dậy và thấy mình trên một chiếc thuyền buồm thả trôi trên dòng nước. Gió lớn đưa thuyền đi nhanh đến nỗi không thể ngừng lại khi gặp thác nước, làm anh bay bổng trên trời vài giây trước khi rơi xuống thành phố Phoenix bên dưới và được một đám đông đỡ. Anh thức giấc, nhận ra tất cả chỉ là một giấc mơ, và người đã đánh anh lúc nãy vừa mới cứu anh khỏi bị chết đuối ở hồ chứa của Đập Roosevelt.

## Người thực hiện
| Imagine Dragons - Dan Reynolds – hát chính - Wayne Sermon – guitar điện - Ben McKee – bass - Daniel Platzman – bộ gõ |

## Trên các bảng xếp hạng
| Bảng xếp hạng (2014)                             | Vị trí cao nhất trên bảng xếp hạng |
| ------------------------------------------------ | ---------------------------------- |
| Úc (ARIA)                                        | 36                                 |
| Bỉ (Ultratip Flanders)                           | 5                                  |
| Bỉ (Ultratip Wallonia)                           | 10                                 |
| Canada (Canadian Hot 100)                        | 15                                 |
| Canada Active rock (America's Music Charts)      | 34                                 |
| Canada Alternative Rock (America's Music Charts) | 1                                  |
| Croatia (Croatian Airplay Chart)                 | 31                                 |
| Pháp (SNEP)                                      | 42                                 |
| Hungary (Single Top 40)                          | 20                                 |
| Ireland (IRMA)                                   | 92                                 |
| Hà Lan (Dutch Top 40)                            | 27                                 |
| New Zealand (Recorded Music NZ)                  | 28                                 |
| Tây Ban Nha (PROMUSICAE)                         | 30                                 |
| Hoa Kỳ Billboard Hot 100                         | 53                                 |
| Hoa Kỳ Hot Rock Songs (Billboard)                | 5                                  |
| Hoa Kỳ Alternative Songs (Billboard)             | 5                                  |
| Hoa Kỳ Adult Pop Airplay (Billboard)             | 21                                 |

| Bảng xếp hạng của 2014        | Vị trí trên bảng xếp hạng |
| ----------------------------- | ------------------------- |
| US Hot Rock Songs (Billboard) | 87                        |